# Gustav Hock
Gustav Hock (26. dubna 1837 – 30. října 1902 Klagenfurt) byl rakouský politik německé národnosti, v 2. polovině 19. století poslanec Říšské rady z Korutan.

## Biografie
Pocházel z rodiny praktického lékaře Karla Hocka, kterému patřil měšťanský dům v Klagenfurtu. Gustavův bratr Otto Hock působil jako zubní lékař. Gustav vystudoval gymnázium a studoval potom na hornickém učilišti v Leobenu. Pracoval v hutích v Ebersteinu, ale potom se začal věnovat zemědělství. Po dědovi Johannu Türkovi zdědil statek Töltschach. Ten později prodal a koupil statek Kraindorf v Korutanech. Zaváděl moderní agronomické postupy.
Byl i veřejně a politicky aktivní. V Maria Saal zasedal v obecní radě. Podporoval místní školy a chudinskou péči. Už v 60. letech 19. století byl předsedou zemědělského župního spolku v Sankt Veit an der Glan, později i členem vedení zemské zemědělské společnosti. Zasloužil se o provedení regulace řeky Glan a zřízení rolnické školy. Od roku 1870 byl předsedou Demokratického spolku regionu Glantal.
Po více než třicet let zasedal coby poslanec Korutanského zemského sněmu. Víc než deset let byl navíc i členem zemského výboru.
Působil taky jako poslanec Říšské rady (celostátního parlamentu Předlitavska), kam nastoupil v doplňovacích volbách roku 1882 za kurii venkovských obcí v Korutanech, obvod St. Veit, Wolfsberg atd. Slib složil 5. prosince 1882. Mandát obhájil ve volbách do Říšské rady roku 1885. Ve volebním období 1879–1885 se uvádí jako Gustav Hock, statkář, bytem Kraindorf.
Patřil mezi ústavověrné poslance. Usedl do poslaneckého klubu Sjednocené levice, do kterého se spojilo několik ústavověrných politických proudů. Jako člen Klubu sjednocené levice se uvádí i po volbách v roce 1885. V roce 1890 se uvádí ovšem už jako poslanec nacionalistického klubu Deutschnationale Vereinigung.
Zemřel v říjnu 1902.